# Andrias Petersen
Andrias Petersen vagy Andreas Petersen (Oyndarfjørður, 1947. június 8. – 2019. február 10.) feröeri orvos és politikus, a Javnaðarflokkurin tagja.

## Pályafutása
1977-ben Koppenhágában orvosi diplomát, majd 1985-ben Svédországban általános orvostudományi végzettséget szerzett. 1985 óta községi orvos Gøta és Leirvík, illetve az összevonás óta Eystur községben.
1993-2004-ig Gøta község tanácsának tagja volt, 1994-1996 között pedig szociális és egészségügyi miniszter. 2002-ben választották a Løgting tagjává, majd 2008-ban ismét bekerült Jóannes Eidesgaard helyett.

## Magánélete
Szülei Arni és Martina Petersen. Feleségével, a Sandurból származó Katrin Zachariassennel és két gyermekükkel együtt Syðrugøtában él.

## Fordítás
- Ez a szócikk részben vagy egészben az Andrias Petersen című norvég Wikipédia-szócikk ezen változatának fordításán alapul.  Az eredeti cikk szerkesztőit annak laptörténete sorolja fel. Ez a jelzés csupán a megfogalmazás eredetét és a szerzői jogokat jelzi, nem szolgál a cikkben szereplő információk forrásmegjelöléseként.

## Külső hivatkozások
- Profilja, Løgtingið 150 - Hátíðarrit, p. 334 (feröeri)
- Profil Archiválva 2011. augusztus 9-i dátummal a Wayback Machine-ben, Løgting (feröeri)